# 클라우스 노렌
클라우스 노렌(Claus Norreen, 1970년 6월 5일 ~ )은 덴마크의 음악가로, 아쿠아의 멤버였다. 2016년에 아쿠아에서 탈퇴하였다.